# کوجی زادوری
کوجی زادوری (زاده ۱۱ فروردین ۱۳۳۲ در ایران) کارگردان، فیلم‌ساز، عکاس و ترانه‌سرای ایرانی ارمنی‌تبار ساکن لس آنجلس است که به‌عنوان یکی از پیشگامان ساخت نماهنگ در موسیقی پاپ فارسی شناخته می‌شود. وی با خلق بیش از ۲۰۰ نماهنگ برای خوانندگان سرشناس ایرانی، نقشی کلیدی در شکل‌گیری بصری این صنعت در دهه‌های ۱۳۷۰ و ۱۳۸۰ شمسی ایفا کرده است.

## زندگی و فعالیت حرفه‌ای
زادوری تحصیلات خود را در رشتهٔ فیلمسازی در آمریکا به پایان رساند و فعالیت هنری را از سال ۱۹۹۱ با ساخت نماهنگ «قصه‌گو» برای شهره صولتی آغاز کرد. این اثر که با بودجهٔ محدود تولید شد، به‌دلیل استفادهٔ نوآورانه از نمادهای فرهنگ ایرانی و تکنیک‌های سینمایی مورد توجه قرار گرفت.«پرونده ویژه هنرمندان ایرانی در دیاسپورا». بی‌بی‌سی فارسی. ۶ مارس ۲۰۰۳. بایگانی‌شده از اصلی در ۳۱ دسامبر ۲۰۱۸. دریافت‌شده در ۲۲ اکتبر ۲۰۲۳. سبک بصری متمایز او ترکیبی از المان‌های سوررئال، نورپردازی تئاتری و ارجاعات به سینمای پیش از انقلاب ایران است.

### همکاری با خوانندگان شاخص
وی با ساخت نماهنگ‌هایی برای هنرمندانی چون گوگوش («اتاق من»)، معین («پدر»، «نیرنگ»)، سیاوش قمیشی («آینده»، «پرنده») و مهستی («عزیزم»، «میخونه بی شرابه») به توسعهٔ زبانی مشترک بین موسیقی و تصویر در فرهنگ پاپ ایرانی کمک کرد. نماهنگ «پرنده» (با مشارکت معین و سیاوش قمیشی) به‌دلیل استفاده از تمثیل‌های مهاجرت و نوستالژی، به اثری نمادین در جامعهٔ ایرانیان دیاسپورا تبدیل شد.

### فعالیت در سینما
زادوری در سال ۱۳۷۷ به عنوان فیلم‌بردار در فیلم سینمایی «گوهر شب چراغ» به کارگردانی همایون اسعدیان همکاری کرد. این فیلم که در هجدهمین جشنواره فیلم فجر حضور داشت، به بررسی زندگی ایرانیان مهاجر در کالیفرنیا می‌پردازد.

### عکاسی
مجموعه عکس‌های او با عنوان «سایه‌های روشن» (۲۰۱۵) که پرتره‌هایی از چهره‌های سرشناس ایرانی-آمریکایی مانند آنا نعمتی و شهره آغداشلو را شامل می‌شود، در گالری‌های لس‌آنجلس و نیویورک به نمایش درآمده است.

## سبک و تأثیرات
آثار زادوری تحت تأثیر سینمای اکسپرسیونیست آلمان و عکاسانی چون روبرت دوئینو قرار دارد. استفاده از نورهای رنگی، دکورهای مینیمال و حرکات روان دوربین از ویژگی‌های بارز کارهای اوست. منتقدان بر نقش او در انتقال مفاهیم اجتماعی از طریق نماهنگ‌های تجاری تأکید کرده‌اند.

## جوایز و افتخارات
- برندهٔ جایزهٔ بهترین کارگردانی از جشنواره موزیک ویدئوی تهران برای نماهنگ «آواره» (۱۳۷۹)«پرونده هنری همایون اسعدیان و همکاری با کوجی زادوری». پایگاه اینترنتی سوره سینما. ۱۲ آبان ۱۳۹۸. دریافت‌شده در ۲۲ اکتبر ۲۰۲۳.
- نامزد جایزهٔ بهترین فیلمبرداری در جشنواره فیلم فجر برای «گوهر شب چراغ» (۱۳۷۸)